# Tebanska nekropola
Tebanska nekropola je nekropola na zahodnem bregu Nila, nasproti Teb (Luksor) v zgornjem Egiptu. Uporabljena je bil za obredna pokopališča v daljšem obdobju faraonov, zlasti v času novega kraljestva.

## Pogrebni templji
- Deir el-Bahari
  - Tempelj kraljice Hačepsut
  -  Pogrebni tempelj Mentuhotepa II.
  -  Pogrebni tempelj Tutmozisa III.
- Medinet Habu
  - Pogrebni tempelj Ramezesa III.
  - Pogrebni tempelj Aya in Horemheba
- Pogrebni tempelj Amenhotepa III.
  - Memnonova kolosa
- Pogrebni tempelj Merneptaha
- Pogrebni tempelj Ramezesa IV.
- Pogrebni tempelj Tutmoza IV.
- Pogrebni tempelj Tutmozisa III.
- Pogrebni tempelj Tvosret
- Tempelj Nebvenenef
- Kurna
  - Pogrebni tempelj Setija I.
- Pogrebni tempelj Amenhotepa II.
- Ramesseum (Pogrebni tempelj Ramezesa II.)

## Kraljeve nekropole
- Dolina kraljev (sodobno Wadi el-Muluk)
- Dolina kraljic (sodobno Biban el-Harim)

## Nekropole
- Deir el-Medina
- Grobnice plemenitašev
  - el-Assasif
  - el-Khokha
  - el-Tarif
  - Dra' Abu el-Naga'
  - Qurnet Murai
  - Sheikh Abd el-Qurna